# Verbandsliga 1925-1926
L'edizione 1925-26 della Verbandsliga vide la vittoria finale dello SpVgg Fürth.
Capocannoniere del torneo fu Otto Harder (Amburgo), con 6 reti.

## Partecipanti
| Squadra                       | qualificata come                                                                          |
| VfB Königsberg                | Campione Nordostdeutscher                                                                 |
| Stettiner SC                  | Vicecampione Nordostdeutscher                                                             |
| Breslauer SC 08               | Campione Südostdeutscher                                                                  |
| FC Viktoria Forst             | Vicecampione Südostdeutscher                                                              |
| Hertha Berlino                | Campione Berlin-Brandenburg                                                               |
| SV Norden-Nordwest 98 Berlino | Vicecampione Berlin-Brandenburg                                                           |
| Dresdner SC                   | Campione Mitteldeutscher                                                                  |
| SV Fortuna Lipsia 02          | In rappresentanza delle squadre qualificate al terzo turno del campionato Mitteldeutscher |
| FC Holstein Kiel              | Campione Norddeutscher                                                                    |
| Amburgo                       | Vicecampione Norddeutscher                                                                |
| VfR Köln 04 rrh.              | Campione Westdeutscher                                                                    |
| Bv Altenessen 06              | Vicecampione Westdeutscher                                                                |
| Duisburger SpV                | In rappresentanza delle squadre qualificate al terzo turno del campionato Westdeutscher   |
| Bayern Monaco                 | Campione Süddeutscher                                                                     |
| SpVgg Fürth                   | Vicecampione Süddeutscher                                                                 |
| FSV Francoforte               | In rappresentanza delle squadre qualificate al terzo turno del campionato Süddeutscher    |

## Fase finale

### Ottavi di finale
| Duisburger SpV | 1 – 3 | Amburgo |

| SV Fortuna Lipsia 02 | 2 – 0 | Bayern Monaco |

| FSV Francoforte | 2 – 1 | Bv Altenessen 06 |

| Hertha Berlino | 4 – 0 | VfB Königsberg |

| Breslauer SC 08 | 1 – 0 | Dresdner SC |

| FC Holstein Kiel | 8 – 2 | Stettiner SC |

| SpVgg Fürth | 5 – 0 | FC Viktoria Forst |

| VfR Köln 04 rrh. | 1 – 2 | SV Norden-Nordwest 98 Berlino |

### Quarti di finale
| Amburgo SVC | 6 – 2 | SV Fortuna Lipsia 02 |

| Hertha Berlino | 8 – 2 | FSV Francoforte |

| SV Norden-Nordwest 98 Berlino | 0 – 4 | FC Holstein Kiel |

| SpVgg Fürth | 4 – 0 | Breslauer SC 08 |

### Semifinali
| Hertha Berlino | 0 – 3 | Amburgo |

| SpVgg Fürth | 3 – 1 | FC Holstein Kiel |

### Finale
| SpVgg Fürth | 4 – 1 | Hertha Berlino |

## Verdetti
- SpVgg Fürth campione della Repubblica di Weimar 1925-26.